# Klonios (Sohn des Alegenor)
Klonios (altgriechisch Κλονίος Kloníos) ist eine Gestalt der griechischen Mythologie.
Er war ein Sohn des Alegenor und im Kampf um Troja einer der fünf Anführer der Boiotier im Heer der Griechen. Neun der 50 boiotischen Schiffe unterstanden seinem Befehl. Je nach Überlieferung wurde er von Hektor oder von Agenor getötet.
Laut Hyginus soll Klonios ein Bruder des Leitos gewesen sein. Dessen Vater heißt bei Homer jedoch Alektryon und in der Bibliotheke des Apollodor Alektor; das hat der Verfasser offenbar mit dem ähnlich klingenden Namen Alegenor verwechselt.
Hyginus zählt Klonios auch unter den Freiern der Helena auf.